# العرش (السدة)

تعديل مصدري - تعديل

العرش محلة تابعة لقرية الزعلاء، التابعة لعزلة الزعلاء بمديرية السدة إحدى مديريات محافظة إب في الجمهورية اليمنية.، بلغ تعداد سكانها 33 حسب تعداد اليمن لعام 2004.